# Mees' bergbrilvogel
Mees' bergbrilvogel (Heleia javanica synoniem: Lophozosterops javanicus) is een zangvogel uit de familie Zosteropidae (brilvogels). De naam is een eerbetoon aan Nederlandse ornitholoog Gerlof Fokko Mees vanwege zijn onderzoek naar brilvogels in de Indische Archipel en Australië. 

## Verspreiding en leefgebied
Deze soort komt voor in de bergen van Java en Bali en telt drie ondersoorten:
- H. j. frontalis: uiterst westelijk Java.
- H. j. javanica: Java behalve het uiterst westelijke en oostelijke deel.
- H. j. elongata: uiterst oostelijk Java en Bali.

## Status
De grootte van de populatie is niet gekwantificeerd maar de soort wordt omschreven als plaatselijk algemeen op grotere hoogtes. Op de Rode lijst van de IUCN heeft deze soort de status niet bedreigd.